# Елшанка (Бузулукский район)
Елша́нка — разъезд в Бузулукском районе Оренбургской области России. Входит в состав Палимовского сельсовета.

## География
Разъезд находится в западной части Оренбургской области, в пределах возвышенности Общий Сырт, в степной зоне,при железнодорожной линий Самара — Оренбург, на расстоянии примерно 1 км (по прямой) к западу-северо-западу (WNW) от города Бузулук.
Климат
Климат характеризуется как резко континентальный с морозной суровой зимой и жарким сухим летом. Среднегодовая температура составляет 4 °C. Средняя температура воздуха самого тёплого месяца (июля) — 21,9 °C; самого холодного (января) — −14,8 °C (абсолютный минимум — −43 °C). Безморозный период длится в течение 142 дней в году. Среднегодовое количество атмосферных осадков составляет 393 мм.
Часовой пояс
Разъезд Елшанка, как и вся Оренбургская область, находится в часовой зоне МСК+2. Смещение применяемого времени относительно UTC составляет +5:00.

## Население
| 2010 |
| ---- |
| 85   |

Гендерный состав
По данным Всероссийской переписи населения 2010 года в гендерной структуре населения мужчины составляли 47,1 %, женщины — соответственно 52,9 %.
Национальный состав
Согласно результатам переписи 2002 года, в национальной структуре населения русские составляли 92 % из 93 чел.

## Известные уроженцы
- Калинин, Михаил Михайлович (1911—1973) — советский военный деятель, капитан 2-го ранга, Герой Советского Союза.

## Палеонтология
В районе Елшанки в отложениях раннего триасового периода (нижнеоленёкский подъярус) обнаружены ископаемые образцы темноспондильной амфибии Benthosuchus cf. sushkini.